# 联珠塔
联珠塔，位于中国广东省梅州市五华县大坝镇坝心，为梅州市五华县的一个县级文物保护单位，类型为古建筑，公布时间为1984年1月。
联珠塔的历史年代为清代。